# Festival international du film de Guadalajara
Le Festival international du film de Guadalajara (FICG : Festival Internacional de Cine en Guadalajara) est un festival de cinéma qui se tient chaque année en mars à Guadalajara au Mexique.
Il est l'un des festivals les plus prestigieux d'Amérique latine et considéré comme le plus important de la langue espagnole. Ce festival est aussi le meilleur tremplin pour les producteurs indépendants de cinéma.

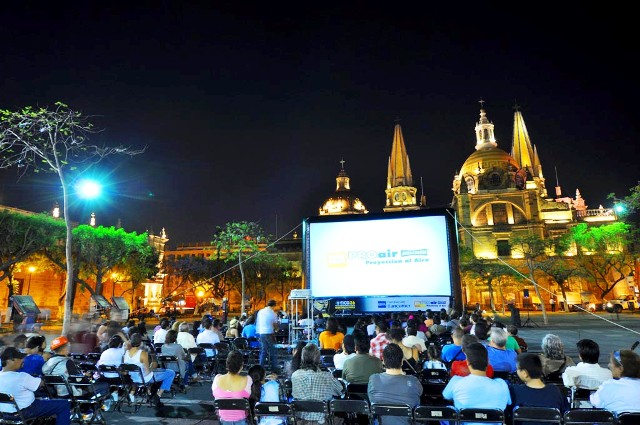
Cinéma en plein air au festival international du film de Guadalajara.

La présence de représentants d'autres festivals de cinémas a aidé le Mexique à avoir une très forte présence sur la scène internationale au cours des 20 dernières années. Le festival a aussi permis de revitaliser la carrière de quelques artistes mexicains tels que Arturo Ripstein, Gabriel Figueroa, María Félix, Jaime Humberto Hermosillo, Silvia Pinal, Ignacio López Tarso, Felipe Cazals, Jorge Fons, Katy Jurado, et Ismael Rodríguez.
Son prix le plus prestigieux est le Mayahuel de Plata qui récompense un film national, alors que le prix Guadalajara distingue une œuvre ibéroaméricaine.